# Mustard Plug
A Mustard Plug amerikai ska punk zenekar, amely 1991-ben alakult a michigani Grand Rapids-ben. Tagjai Dave Kirchgessner (ének), Brandon Jenison (trombita), Jim Hofer (harsona), Nate Cohn (dob), Colin Clive (gitár, ének) és Rick Johnson (basszusgitár). 
Jim Hofer szerint "ugyan van mondanivalója a zenénknek, de tulajdonképpen mi ezt csak azért csináljuk, mert szeretjük ezt csinálni és azt szeretnénk, hogy az emberek jól érezzék magukat.
Colin és Dave egy Special Beat-koncerten voltak, ekkor alakult meg az együttes. Mivel Grand Rapids városában nem volt ska-színtér, a Mustard Plug zenéje különlegesnek hatott, és rajongótábort építettek ki maguknak.

## Diszkográfia
- Skapocalypse Now! (1992)
- Big Daddy Multitude (1993)
- Evildoers Beware! (1997)
- Pray for Mojo (1999)
- Yellow No. 5 (2002)
- Masterpieces: 1991-2002 (2005)
- In Black and White (2007)
- Can't Contain It (2014)